# Wodokty
Wodokty (lit. Vadaktai) – miasteczko na Litwie położone w okręgu szawelskim w rejonie radziwiliskim, 13 km na północny zachód od Krakinowa przy drodze Szadów-Krakinów. Znajduje się tu kościół, poczta i punkt apteczny.
Miejscowość znana z powieści "Potop" Henryka Sienkiewicza, choć nie jest to ta opisana przez autora.